# E-Prix di Miami
L'E-Prix di Miami è stato un evento automobilistico destinato alle vetture a trazione interamente elettrica del campionato di Formula E tenuto a Homestead, Florida. La prima ed unica edizione si è corsa il 14 marzo 2015, ed è stato il quinto E-Prix nella storia della categoria. L'evento è stato il primo di due E-Prix svolti negli Stati Uniti nella prima stagione, seguito dall'E-Prix di Long Beach, prima di uscire dal calendario della seconda stagione.

## Circuito
L'evento si è disputato sul Circuito cittadino di Biscayne Bay, circuito allestito nel centro di Miami. Il tracciato, lungo poco più di 2 km e con un totale di 8 curve, passa nella zona della Baia di Biscayne, girando attorno alla Kaseya Center, che ospita le partite casalinghe dei Miami Heat, squadra di basket della NBA.
L'e-Prix di Miami del 2025 si terrà a Homestead-Miami Speedway, 75 km a sud-ovest del Kaseya Center.  La FIA e la società proprietaria del circuito NASCAR Holdings determineranno quale dei due layout utilizzare (con o senza la curva nel settore finale) e se saranno necessarie chicane aggiuntive.

## Albo d'oro
| Edizione | Tracciato                          | Vincitore                    | Secondo                   | Terzo                     | Pole position                  | Giro veloce                    |
| -------- | ---------------------------------- | ---------------------------- | ------------------------- | ------------------------- | ------------------------------ | ------------------------------ |
| 2015     | Circuito cittadino di Biscayne Bay | Nicolas Prost Renault-e.dams | Scott Speed Team Andretti | Daniel Abt Audi Sport ABT | Jean-Éric Vergne Team Andretti | Nelson Piquet Jr. China Racing |